# Endrosa pallens
Endrosa pallens är en fjärilsart som beskrevs av Miller 1872. Endrosa pallens ingår i släktet Endrosa och familjen björnspinnare. Inga underarter finns listade i Catalogue of Life.